# Ørslev Sogn (Vordingborg Kommune)
Ørslev Sogn 
ist eine Kirchspielsgemeinde (dän.: Sogn)
im Süden der Insel Sjælland im Süden von Dänemark.
Bis 1970 gehörte sie zur Harde Bårse Herred im damaligen Præstø Amt, danach zur Vordingborg Kommune im Storstrøms Amt, die im Zuge der  Kommunalreform zum 1. Januar 2007 in der „neuen“ Vordingborg Kommune in der Region Sjælland aufgegangen ist.
Im Kirchspiel leben 2122 Einwohner, davon 1877 im Kirchdorf (Stand: 1. Januar 2023).
Im Kirchspiel liegt die Kirche „Ørslev Kirke“.
Nachbargemeinden sind im Norden Udby Sogn, im Osten Øster Egesborg Sogn, im Süden Vordingborg Sogn, im Westen Kastrup Sogn und im Nordwesten Sværdborg Sogn.